# ريكاردو فينتر
ريكاردو فينتر هو لاعب كرة قدم ومدرب كرة قدم سورينامي، ولد في القرن 20 في سورينام.

## وصلات خارجية
- ريكاردو فينتر على موقع قاعدة بيانات كرة القدم.إي يو (الإنجليزية)